# Audrey Hepburn (timbre)
Pour les articles homonymes, voir Hepburn.

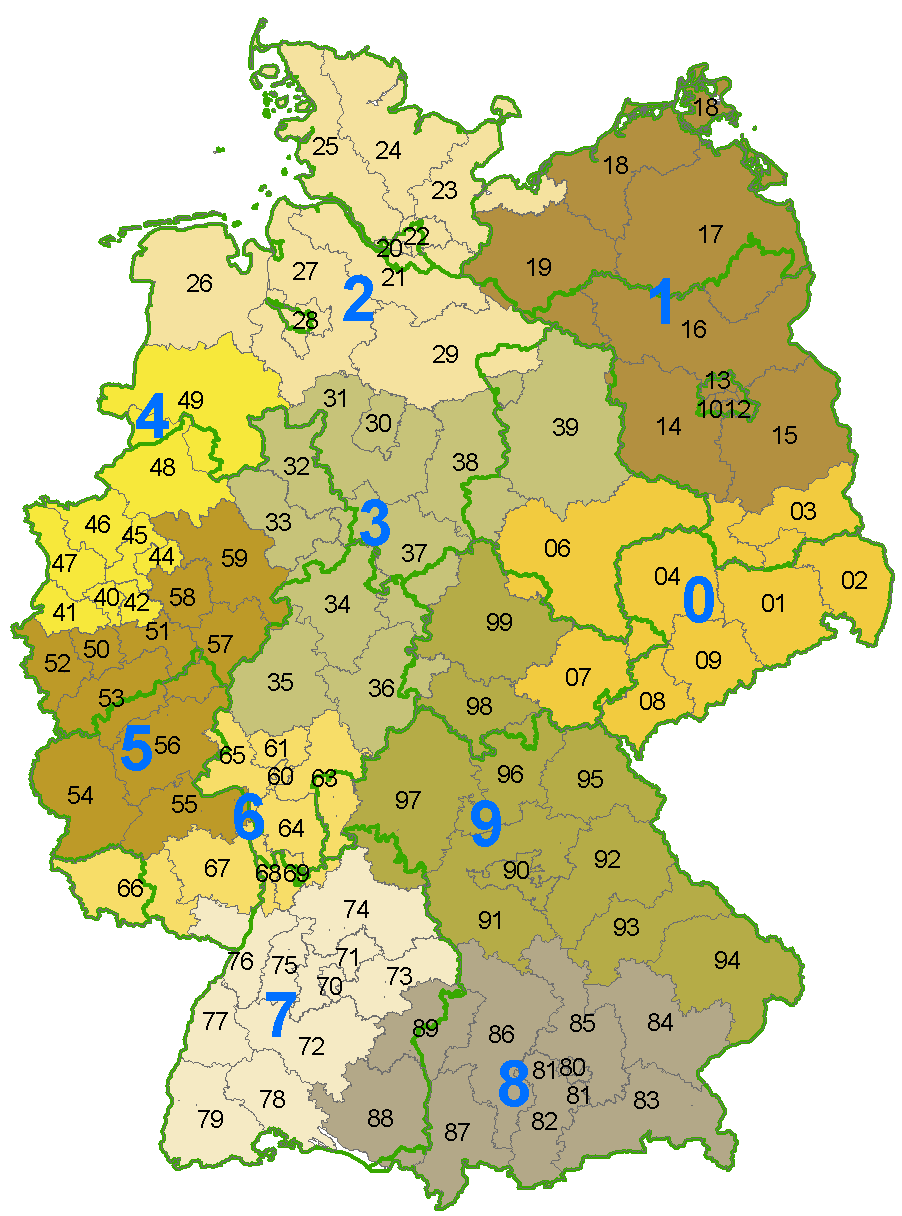
La carte des codes postaux allemands correspondant aux centres de tri.

Le timbre-poste à l'effigie de l'actrice Audrey Hepburn est un timbre commémoratif à surtaxe allemand, imprimé mais non émis en 2001. Cependant, il est devenu célèbre car cinq exemplaires ont servi sur courrier.

## Le projet d'émission
Ce timbre devait être émis le 11 octobre 2001 dans le cadre de la série de timbres à surtaxe « Für die Wohlfahrtspflege » (fond d'aide sociale). Le thème était cette année-là les acteurs de cinéma du monde et ont figuré Charlie Chaplin, Jean Gabin, Greta Garbo et Marilyn Monroe. Ils sont représentés dans la scène d'un de leurs films.
Le ministère fédéral des Finances a obtenu les droits d'utilisation de ces images. Cependant, le fils d'Hepburn, Sean Ferrer, refusa l'utilisation d'une scène du film Diamants sur canapé de 1961, à cause de la cigarette que l'actrice tient à ses lèvres. Les autorités allemandes annulèrent l'émission de ce timbre car soixante millions d'exemplaires de ce timbre étaient déjà imprimés.
Deux feuilles de timbres (en allemand « Briefmarkenbogen ») ont été officiellement conservées, l'une dans les archives de la poste allemande et l'autre dans les archives pour la philatélie du musée des postes et télécommunications. Une troisième est restée dans la correspondance de Sean Ferrer jusqu'à une vente de charité en octobre 2010 dont une condition fut que les archives allemandes ne se séparent pas de leurs feuilles pendant les trente années suivantes.
Les héritiers d'Ingrid Bergman ont eux aussi refusé l'émission d'un timbre utilisant une scène du film Casablanca. Si le timbre Hepburn disparut du programme, celui sur Bergman fut remplacé par un timbre représentant une pellicule de cinéma.

## Les exemplaires connus
Quatre exemplaires connus sont oblitérés entre octobre 2003 et 2004 ; un cinquième exemplaire n'a pas pu être daté.

### Le premier exemplaire
Le premier exemplaire a été découvert par Werner Dürrschmidt, facteur de Leupoldsgrün, au début de l'année 2005. Lui-même philatéliste, il rachetait les enveloppes reçues par des entreprises allemandes. Dans un paquet d'une entreprise de Basse-Saxe, il a trouvé ce timbre qui ne lui était pas connu. Il est oblitéré du 14 octobre 2003 du centre de tri n°10 de Berlin.
Après avoir découvert l'histoire de l'émission annulée, un expert confirme l'authenticité du timbre et estime sa valeur à 20 000 euros. Rapidement médiatisé, le timbre est présenté publiquement le 5 janvier 2005 au musée postal Archiv für Philatelie, à Bonn.
Mis à prix 25 000 euros, il est vendu aux enchères chez Felzmann pour 53 000 euros sans les frais.

### Le deuxième exemplaire
Le second exemplaire a été découvert par un collectionneur de 77 ans, Walter H. de Francfort-sur-le-Main. C'est à la suite de la médiatisation de l'exemplaire de Dürrschmidt qu'il retrouve ce timbre déjà rangé dans un classeur depuis son achat à Berlin, en novembre 2003. Il est oblitéré du 2 novembre 2003 du centre de tri n°12 de Berlin.
Le 1er juin 2005 à Wiesbaden, ce timbre a été vendu aux enchères par la maison Heinrich Köhler. Il a été emporté à 58 000 euros sans les frais pour une mise à prix de 20 000, par un acheteur d'Allemagne du sud. La maison Köhler a eu une querelle judiciaire avec les héritiers de l'actrice.

### Le troisième exemplaire
Un collectionneur de Berlin-Brandebourg le découvre dans un paquet de timbres sur fragment d'un kilogramme. Il n'y prête guère attention jusqu'à la médiatisation des deux premiers exemplaires.
Ce timbre est une pièce particulière puisqu'il était situé en haut et à gauche d'une feuille et comprend les bords de coin de la feuille. Il est oblitéré du 11 février 2004 de Kleinmachnow (PLZ 14532), près de Potsdam, dans la zone de compétence du centre de tri postal n°14.
Il est vendu aux enchères le 7 octobre 2005 chez Ulrich Felzmann à Düsseldorf. Il y a été vendu 135 000 euros à un investisseur financier de Korschenbroich, en Rhénanie-du-Nord-Westphalie.

### Le quatrième exemplaire
Un collectionneur de Rhénanie, trentenaire et ouvrier de la métallurgie, découvre cet exemplaire oblitéré dans un lot de timbres sur fragments d'enveloppes, sa partie droite marquée en partie par une flamme illustrée du 40e anniversaire d'une organisation. Il est oblitéré de Berlin, du centre de tri postal n°13. La date n'est pas très lisible : seules les parties supérieures des chiffres ont marqué le timbre oblitéré au cours d'un des neuf premiers mois de 2004.
La maison Felzmann le met aux enchères au cours de l'exposition philatélique internationale IBRA, le 9 mai 2009 à Essen. Mis à prix 30 000 euros, il part à 60 000 euros.

### Le cinquième exemplaire
Le cinquième exemplaire découvert comprend une toute petite partie d'une oblitération, insuffisante pour connaître sa date d'utilisation ou son lieu (« ...dorf » sont les seules lettres lisibles).
Le 26 mai 2009 à Berlin, il est mis aux enchères par la maison Schlegel et part pour 67 000 euros.

### Les feuilles entières
Trois feuilles de dix timbres sont réputées les seules existantes. Deux sont conservées dans les archives postales et philatéliques allemandes. La troisième est celle reçue par les héritiers de l'actrice et qui entraîna leur refus de l'émission d'un timbre la représentant en train de fumer.
Le 16 octobre 2010, à Berlin, cette dernière feuille est vendue aux enchères par Schlegel avec une mise à prix de cinq cent mille euros. Il est annoncé que 30% du produit de la vente seront reversés à la fondation allemande de l'Unicef et 70% iront à la fondation Audrey Hepburn pour les enfants.

## Hypothèse
L'origine de ces timbres serait une utilisation ou une cession d'exemplaires par des hauts-fonctionnaires allemands. En effet, plusieurs hauts-fonctionnaires et ministres reçoivent en souvenir des exemplaires de chaque émission de timbres-poste. Cependant, en cas de problème (annulation de l'émission), ils doivent les rendre à la poste allemande. Dans le cas du timbre « Audrey Hepburn », trente exemplaires n'ont pas été rendus.
Un précédent de ce genre est connu en Allemagne de l'Ouest. En 1980, l'émission du timbre pour les Jeux olympiques de Moscou fut annulée puisque la République fédérale d'Allemagne boycottait ces Jeux. Mais le ministre des Postes, Kurt Gscheidle, ne rendit pas les exemplaires souvenirs et ils finirent sur du courrier expédié par sa femme et son fils. Neuf exemplaires ont ainsi été retrouvés.

### Sources de l'article
- Jean-Louis Emmenegger, « Une Audrey en or », l'Écho de la timbrologie, no 1787,‎ juillet-août 2005, p. 72-73.

### Images des timbres
- Le premier exemplaire oblitéré du 14 octobre 2003 au centre de tri n°12 de Berlin.
- Le deuxième exemplaire oblitéré le 2(?) novembre 2003 au centre de tri n°10 de Berlin.
- Le troisième exemplaire oblitéré du 11 février 2004 au centre de tri n°14 de Potsdam.
- Le quatrième exemplaire avec flamme postale sur le fragment d'enveloppe.
- Le cinquième exemplaire.